# Людвіг Рібезам
Людвіг Рібезам (нім. Ludwig Riebesam; 9 березня 1882, Богемія — 1958, Лінц) — австрійський і німецький офіцер, генерал-лейтенант вермахту.

## Біографія
18 серпня 1902 року поступив на службу в австро-угорську армію. Учасник Першої світової війни. Після війни продовжив службу в австрійській армії. З 12 червня 1933 року — командир каринтійського піхотного полку №7, з 4 липня 1933 року — віденського піхотного полку «Ерцгерцог Карл» №3, з 3 квітня 1937 року — автомобільної єгерської бригади. Після аншлюсу автоматично перейшов у вермахт. З 1 вересня 1938 року — інспектор інспекції комплектування Лінца. 30 вересня 1943 року звільнений у відставку.

## Звання
- Фенріх (18 серпня 1902)
- Лейтенант (1 листопада 1903)
- Обер-лейтенант
- Гауптман
- Майор
- Оберст-лейтенант (1 червня 1932)
- Оберст (1938)
- Генерал-майор (20 квітня 1939)
- Генерал-лейтенант запасу (1 червня 1940)
- Генерал-лейтенант (1 червня 1941)

## Нагороди
- Ювілейний хрест (1908)
- Пам'ятний хрест 1912/13
- Медаль «За військові заслуги» (Австро-Угорщина)
  - бронзова
  - бронзова з мечами
  - срібна з мечами
- Хрест «За військові заслуги» (Австро-Угорщина) 3-го класу з військовою відзнакою і мечами
- Орден Залізної Корони 3-го класу з військовою відзнакою і мечами
- Медаль «За поранення» (Австро-Угорщина) з однією смугою
- Військовий Хрест Карла
- Пам'ятна військова медаль (Австрія) з мечами
- Срібний почесний знак «За заслуги перед Австрійською Республікою»
- Хрест «За вислугу років» (Австрія) для офіцерів
  - 2-го класу (25 років)
  - 1-го класу (35 років) (18 серпня 1937)
- Орден Заслуг (Австрія), лицарський хрест 1-го класу
- Почесний хрест ветерана війни з мечами
- Медаль «За вислугу років у Вермахті» 4-го, 3-го, 2-го і 1-го класу (25 років)
- Нагрудний знак «За поранення» в чорному
- Хрест Воєнних заслуг 2-го і 1-го класу з мечами